# Duetto dei fiori
"Duetto dei fiori" (in francese Duo des fleurs / Sous le dôme épais) è un famoso duetto per soprano e mezzo soprano dall'opera Lakmé di Léo Delibes, con debutto a Parigi nel 1883.
Il duetto si svolge nel primo atto di tre totali, tra il personaggio di Lakmé, la figlia di un prete di Brahmin, e la sua serva Mallika, mentre vanno a raccogliere dei fiori in riva ad un fiume.

## Testo e traduzione
Mallika: Sous le dôme épais où le blanc jasmin

L.: À la rose s'assemble,

M.: À la rose s'assemble,

L.: Rive en fleurs, frais matin,

M.: Sur la rive en fleurs, riant au matin,

L.: Nous appellent ensemble.

M.: Viens, descendons ensemble.

L.: Ah! glissons en suivant

M.: Doucement glissons; De son flot charmant

L.: Le courant fuyant;

M.: Suivons le courant fuyant;

L.: Dans l'onde frémissante,

M.: Dans l’onde frémissante,

L.: D'une main nonchalante,

M.: D’une main nonchalante,

L.: Gagnons le bord,

M.: Viens, gagnons le bord

L.: Où l'oiseau chante,

M.: Où la source dort.

L.: l'oiseau, l'oiseau chante.

M.: Et l’oiseau, l’oiseau chante.

L.: Dôme épais, blanc jasmin,

M.: Sous le dôme épais, Sous le blanc jasmin,

L.: Nous appellent ensemble!

M.: Ah! descendons ensemble!

L.: Mais, je ne sais quelle crainte subite

0 s’empare de moi.

0 Quand mon père va seul à leur ville maudite,

0 Je tremble, je tremble d'effroi!

M.: Pour que le Dieu Ganeça le protège,

0 Jusqu'à l'étang où s'ébattent joyeux

0 Les cygnes aux ailes de neige,

0 Allons cueillir les lotus bleus.

L.: Oui, près des cygnes aux ailes de neige,

0 Allons cueillir les lotus bleus.

L: Dôme épais le jasmin

M: Sous le dôme épais où le blanc jasmin

L.: À la rose s'assemble,

M.: À la rose s'assemble,

L.: Rive en fleurs, frais matin,

M.: Sur la rive en fleurs, riant au matin,

L.: Nous appellent ensemble.

M.: Viens, descendons ensemble.

L.: Ah! glissons en suivant

M.: Doucement glissons; De son flot charmant

L.: Le courant fuyant;

M.: Suivons le courant fuyant;

L.: Dans l'onde frémissante,

M.: Dans l’onde frémissante,

L.: D'une main nonchalante,

M.: D’une main nonchalante,

L.: Gagnons le bord,

M.: Viens, gagnons le bord

L.: Où l'oiseau chante,

M.: Où la source dort.

L.: l'oiseau, l'oiseau chante.

M.: Et l’oiseau, l’oiseau chante.

L.: Dôme épais, blanc jasmin,

M.: Sous le dôme épais, Sous le blanc jasmin,

L.: Nous appellent ensemble!

M.: Ah! descendons ensemble!»
Sotto la fitta chioma dove gelsomino bianco,

Si fonde con la rosa,

Questo si fonde con la rosa,

Riva in fiore, mattinata fresca,

Sulla riva in fiore, ridendo la mattina,

Chiamaci insieme

Vieni, andiamo alla deriva insieme.

Ah! Andiamo in planata

Lasciaci scivolare dolcemente lungo; Per il suo flusso incantato

La corrente in fuga;

Seguiamo la corrente in fuga;

Sulla superficie increspata,

Sulla superficie increspata,

Con una mano noncurante,

Con una mano noncurante,

Andiamo a riva,

Vieni, andiamo a riva

Dove canta l'uccello,

Dove dorme la primavera.

l'uccello, l'uccello canta.

E l'uccello, l'uccello canta.

Cupola spessa, gelsomino bianco,

Sotto la fitta chioma, Sotto il gelsomino bianco,

Chiamaci insieme!

Ah! Andiamo alla deriva insieme!

Ma, una strana sensazione di angoscia

mi supera

Quando mio padre va nella loro città maledetta

Tremo, tremo di paura!

Per essere protetto da Ganesh

Allo stagno dove gioca con gioia

I cigni dalle ali di neve

Scegliamo i fiori di loto blu.

Sì, vicino ai cigni con le ali di neve,

E scegli i fiori di loto blu.

Cupola spessa di gelsomino

Sotto la fitta chioma dove gelsomino bianco,

Si fonde con la rosa,

Questo si fonde con la rosa,

Riva in fiore, mattinata fresca,

Sulla riva in fiore, ridendo la mattina,

Chiamaci insieme

Vieni, andiamo alla deriva insieme.

Ah! Andiamo in planata

Lasciaci scivolare dolcemente lungo; Per il suo flusso incantato

La corrente in fuga;

Seguiamo la corrente in fuga;

Sulla superficie increspata,

Sulla superficie increspata,

Con una mano noncurante,

Con una mano noncurante,

Andiamo a riva,

Vieni, andiamo a riva

Dove canta l'uccello,

Dove dorme la primavera.

l'uccello, l'uccello canta.

E l'uccello, l'uccello canta.

Cupola spessa, gelsomino bianco,

Sotto la fitta chioma, Sotto il gelsomino bianco,

Insieme chiamaci!

Ah! Andiamo alla deriva insieme!»